# 김현직
김현직(金鉉稙, 1936년 1월 15일 ~ 2002년 10월 17일)은 대한민국의 성우이다. 1956년 KBS 2기 성우로 입사하여 활동하였다가, 이후 1961년 MBC 1기 공채 성우로 재데뷔하였다. 2002년 10월 17일 뇌경색으로 사망했다.

## 주요 출연작품

### 애니메이션
- 우주전함 코메트(MBC) - 해설
- 노래전사 마이크 보이(비디오만화) - 왕쫄부
- 가이스터즈(MBC) - 램버트 파이데스
- 컴퓨터 형사 가제트(MBC) - 배넘 교수
- 마징가Z(MBC) - 아수라
- 명탐정 셜록 하운드(SBS) - 털보(왓슨)
- 바라타크(비디오만화) - 강박사 / 고르테우스 사령관
- 볼트론 특공대(비디오만화) - 자르콘 황제
- 부메랑 파이터(MBC) - 더블킹 / 클린스님
- 뽀빠이(MBC) - 뽀빠이
- 마법소녀 리나(SBS) - 피리오넬
- 마법소녀 리나 NEXT(SBS) - 피리오넬
- 몽키매직(KBS) - 이천왕
- 알라딘(MOVIE) - 자파
  - 돌아온 자파(MOVIE) - 자파
- 백수왕 고라이온(MOVIE) - 다이바자르(자르콘,자칸)
- 요술공주 샐리(TBC) - 샐리의 아빠
- 이상한 나라의 폴(MBC) - 삐삐
- 이집트 왕자(비디오만화) - 세티 왕
- 지구용사 선가드(KBS) - 드라이어스
- 천하무적 오보트(SBS) - 론드 사령관
- 원탁의 기사(KBS) - 멀린
- 슈퍼소년 마이티 맥스(KBS) - 스컬마스터
- 아기공룡 덴버(SBS)
- 이겨라 승리호(KBS)
- 원탁의 삼총사(KBS) - 멀린
- 서부소년 차돌이(MBC)
- 슈퍼 특공대(MBC) - 슈퍼맨
- 요술천사 꽃분이(MBC)
- 오로라공주와 손오공(MBC)
- 낚시왕 강바다(MBC) - 강태공
- 타이거마스크(KBS) - 윤달호(타이거마스크)
- 바라타크(VIDEO) - 강 박사 / 고르테우스 사령관
- 그랜다이저(VIDEO) - 우 박사 / 베가 대왕
- 타이거마스크 2세(VIDEO) - 왕일
- 캡틴 퓨처(VIDEO) - 우주 외계인 악당 두목
- 태풍소년(TBC) - 강태풍의 아버지
- 뮬란 - 조상신
- 정글북 - 쉬어 칸
- 은하탐정 케인(SBS)

### TV 드라마
- 제1공화국 (MBC) - 철기 이범석
- 설중매 (MBC) - 강맹경
- 임진왜란 (MBC) - 도쿠가와 이에야스

### 영화 / 외화
- 미궁 속의 알리바이 (KBS) - 샘 (윌리엄 다니엘스)
- 사랑의 만화경 (SBS) - 아더 (도날드 모팻)
- 12몽키즈 (SBS) - 고인즈 박사 (크리스토퍼 플러머)
- 맥가이버 (MBC) - 숀튼 국장 (데이나 엘커)
- 사망유희 (SBS) - 랜드 (딘 자거)
- 아카풀코 해변수사대 (SBS)
- 장미의 이름 (SBS)
- 프렌치 커넥션 (95년 더빙판/KBS) - 알랭 샤르니에 (페르난도 레이)
- 스페셜리스트 (SBS) - 조 레온 (로드 스타이거)
- 동굴속의 비밀 (SBS)
- 장지웅심 (SBS)
- 성룡의 홍번구 (SBS) - 마피아 두목
- 체인 리액션 (SBS)
- 이레이저 (SBS) - 윌리엄 도나휴(제임스 크롬웰) / 대니얼 하퍼 장관(앤디 로마노)
- 컨스피러시 (SBS) - 조나스 박사 (패트릭 스튜어트)
- 히트맨 (SBS)
- 저지 드레드 (SBS) - 선임판사 파고 (막스 폰 시도우)
- 마스크 오브 조로 (MBC)
- 리노의 도박사 (MBC) - 시드니 (필립 베이커 홀)
- 허드슨호크 (KBS) - 조지 (제임스 코번)
- 에드 우드 (KBS) - 벨라 루고시 (마틴 랜도)
- 귀여운 여인 (KBS) - 호텔 지배인(엑토르 엘리손도)
- 청사 (KBS) - 거미 노인(전풍)
- 나는 고백한다 (KBS) - 로버트슨 검사 (브라이언 아헨)
- 그렘린 (MBC) - 랜달 펠처 (호이스 악스톤)
- 토이즈 (MBC) - 릴랜드
- 조강지처 클럽 (MBC) - 브렌다 삼촌 (댄 헤다야)
- 라이징 선 (MBC) - 존 코너
- 스위치 백 (MBC) - 벅 올름스테드
- 당신에게 일어날 수 있는 일 (MBC) - 엔젤 (이삭 하에스)
- 스폰 (MBC) - 콜리오스트로 (니콜 윌리엄스
- 미션 임파서블 (MBC) - 번즈 (데일 다이)
- 종횡사해 (MBC) - 경찰(아버지)(주강)
- 사운드 오브 뮤직 (KBS)
- 보디가드 (KBS)
- 영웅신탐 (MBC)
- 로빈 후드: 도둑들의 왕자 (MBC) - 주교(해롤드 이노센트)
- 판관 포청천 (KBS) - 노장주
- 존 그리섬의 의뢰인 (MBC) - 해리
- 부메랑 (KBS)
- X파일: 미래와의 전쟁 (KBS) - 커츠바일 (마틴 랜도)
- 네버 엔딩 스토리2 (MBC)
- 아라비아의 로렌스 그 후의 이야기 (MBC)
- 세븐 (MBC)
- 무림지존 (KBS)
- 폴리스 아카데미6 (KBS) - 라사드 학장 (조지 개인스)
- 리틀 킹 (MBC)
- 12인의 성난 사람들 (MBC) - 2번 배심원 (존 피들러)
- 폴 뉴먼의 평결 (KBS)
- 나일강 살인 사건 (KBS) - 펜닝턴(조지 케네디)
- 플레드 (MBC)
- 귀여운 빌리 (KBS)
- 컬러 오브 나이트 (KBS)
- 블루 데블 (MBC)
- 러시아워 (MBC)
- 자이언트 (KBS)
- 피스메이커 (MBC)
- 결혼 만들기 (MBC)
- 독고구검 (MBC)
- 패신저 57 (MBC)
- 라이언 일병 구하기 (MBC) - 조지 마셜(하브 프레스넬)
- 용서받지 못한 자 (KBS) - 네드 (모건 프리먼)
- LA 스토리 (SBS)
- 콩고 (MBC)
- 제5원소 (KBS) - 린드버그 대통령 (토미 타이니 리스터)
- 도시의 블루스 (KBS) - 듀프리 (제임스 T. 캘러헌)
- 퀴즈 쇼 (KBS) - 밴도런의 아버지(폴 스코필드)
- 공군대전략 (MBC) - 휴 다우딩 (로렌스 올리비에)
- 인디아나 존스: 최후의 성전 (KBS) - 마커스 브로디(덴홈 엘리엇)
- 국경선 (SBS)
- 엘 시드 (KBS) - 페르디난드 왕(랄프 트루먼) / 내레이션
- 인자무적 (MBC) - 마공군
- 롱 키스 굿나잇 (MBC) - 월드만 (브라이언 콕스)
- 스타트렉6 (MBC) - 창 장군 (크리스토퍼 플러머)
- 피아노 (SBS)
- 마틴 기어의 귀향(SBS) - 판사(모리스 쟈끄몽) / 해설
- JFK(KBS) - X(도널드 서덜랜드)
- 007 위기일발(KBS) - 케림(페드로 아르멘다리스)
- 007 리빙 데이라이트(MBC) - M(로버트 브라운)
- 용형마교 (SBS) - 양대인(임교)
- 듄 (SBS) - 황제(호세 페레르)
- 로마 제국의 멸망 (KBS) - 마르쿠스(알렉 기네스)
- 007 유어 아이스 온리 (MBC) - 고골 장군(발터 고텔)
- 금옥만당 (MBC) - 심사의원(유순)
- 다저스 몽키 (MBC) - 아즈로(하비 카이텔)
- 레미제라블 (SBS) - 장발장(리노 벤추라)
- 소돔과 고모라 (MBC) - 아스다롯(스탠리 베이커)
- 최후의 총잡이 (MBC) - 버게이드(찰턴 헤스턴)
- 스파이 대소동 (KBS) - 슬레인 장군(스티븐 포레스트)
- 예수라 불리는 아이 (SBS) - 랍비(압델라티프 함루니)
- 이연걸의 히트맨 (SBS) - 츠카모토(사하라 켄지)
- 용쟁호투 (MBC) - 한(석견)

## 같이 보기
- 문화방송 성우극회